# Чоеи Сато
Чоеи Сато (јап. 佐藤 長栄; Јамагата, 15. април 1951) јапански је фудбалер.

## Каријера
Током каријере играо је за Фурукава.

## Репрезентација
За репрезентацију Јапана дебитовао је 1978. године.

## Статистика
| Јапан  | Јапан | Јапан |
| Год.   | Ута.  | Гол.  |
| ------ | ----- | ----- |
| 1978   | 1     | 0     |
| Укупно | 1     | 0     |